# Ourapteryx excellens
Ourapteryx excellens är en fjärilsart som beskrevs av Butler 1889. Ourapteryx excellens ingår i släktet Ourapteryx och familjen mätare. Inga underarter finns listade i Catalogue of Life.